# 新感覚☆わかる使える英文法
『新感覚☆わかる使える英文法』（しんかんかく わかるつかえるえいぶんぽう）は、NHK教育テレビジョンで放送された語学番組。2006年度に放送された『新感覚☆キーワードで英会話』に替わる英語の入門講座である。

## 放送時間
いずれも日本標準時。『新感覚☆キーワードで英会話』迄は、年度下半期に上半期分（特別編を除く）の再放送を行っていたが、この番組以降ではそうした形態は取られない。

### 2007年上期
4月2日から9月27日まで。
- 本放送：
  - 月曜日　23:30 - 23:40
  - 火曜日～木曜日　23:00 - 23:10
- 再放送：同一週金曜日・土曜日　6:40 - 7:00、翌週月曜日～木曜日 12:00 - 12:10
金曜日は月・火曜分、土曜日は水・木曜分を放送。
- まとめ再放送：（10分×4本）
  - 日曜日　0:30 - 1:10（土曜日深夜）

前番組までは、再放送は翌週放送となっていたが、この番組から全て同一週内の放送に変わった。

### 2008年下期
- 本放送：
  - 月曜日　23:50 - 0:00
  - 火曜日～木曜日　23:00 - 23:10
- 再放送：
  - 同一週金曜日・土曜日　6:40 - 7:00
金曜日は月・火曜分、土曜日は水・木曜分を放送。
  - 翌週月曜日～木曜日 12:00 - 12:10

### 備考
- 前番組で問題となった総合テレビ『英語でしゃべらナイト』との時間重複については、『しゃべらナイト』を開始当初の月曜日23:00 - 23:30に戻すことで、重複を回避した。
- 2007年8月8日・9日、13日〜16日及び20日・21日は、高校野球のため翌週再放送分が放送できず、当該放送時間が変更された。
  - 8月8日・9日分は11日16:00 - 16:20に2本連続
  - 13日～16日分は18日16:00 - 16:40に4本連続
  - 20日・21日分はそれぞれ当日の16:00 - 16:10
- 2008年3月23日～26日及び31日～4月1日は、高校野球のため翌週再放送分が放送できず、当該放送時間が変更された。
  - 3月23日～26日はそれぞれ当日の15:00 - 15:10
  - 3月31日～4月3日分は5日15:20 - 16:00に4本連続（4月2日・3日分は12:30 - 12:40の通常時間にも再放送された）

## 番組内容
近年の同枠で放送された番組は毎回1つのテーマを設定していたが、この番組では週ごとにテーマを設定している。月曜日にその週のテーマの概略を説明し火・水・木曜日のスキットをまとめて放送する。火・水・木曜日に再びスキットを放送し詳しい解説に入っていく。
NHKの英会話講座に独自につけられているレベルの目安で、レベル3～4（中学3年～高校レベル）と位置づけられている。
第1月　コトの世界を語る：動詞の文法(1)
Chapter1　「現在」の話をしよう
- 現在・単純形
- 現在・進行形
- 現在・完了形

Chapter2　「過去」の話をしよう
- 過去・単純形
- 過去・進行形
- 過去・完了形

Chapter3　「未来」の話をしよう
- will & be going to & be about to
- will+進行形
- will+完了形

Chapter4　動詞で語る「コト」の世界
- 他動詞と自動詞
- 助動詞(can,must,be,have,do)
- 使役動詞

第2月　コトの世界を語る：動詞の文法(2)
Chapter5　話し手の態度を語る(1)：助動詞
- can
- must & may
- will & shall

Chapter6　話し手の態度を語る(2)：助動詞の過去形、副詞・形容詞
- would & could
- should & might
- 態度表明型の副詞・形容詞

Chapter7　話し手の態度を語る(3)：助動詞の関連表現
- be able to & can
- be going to & will、used to & would
- must & have to & need to

Chapter8　表に出ない行為者：受動態構文
- 能動態と受動態
- 受動態の特徴
- 過去分詞を伴った感情表現

Chapter9　形が同じなら共通の働き：HAVE & BE & INGの力
- HAVEの構造ネットワーク
- BEの構造ネットワーク
- INGの構造ネットワーク

第3月　コトの世界を語る：動詞の文法(3)
Chapter10　動詞の共演者と構文タイプ(1)
- 対象・状態を語る（主語+動詞+〔名詞、形容詞、副詞、前置詞句、φ〕）
- 2つの対象を語る（主語+動詞+名詞+名詞）
- 対象の状態変化と状態維持を語る（主語+動詞+名詞+〔形容詞、副詞、前置詞句〕）

Chapter11　動詞の共演者と構文タイプ(2)
- 動作を語る（主語+動詞+〔不定詞、動名詞〕）
- 対象の動作を語る（主語+動詞+名詞+〔不定詞、原形不定詞、現在分詞、過去分詞〕）
- まとまった内容を語る（主語+動詞+〔that節、名詞+that節、wh節、名詞+wh節〕）

Chapter12　形容詞を中心とした構文
- 何かすることに対する話し手の判断・評価（It is+形容詞+to do、主語+BE+to do）
- 感情形容詞と前置詞の選択
- 節の内容に対する話し手の判断・評価（that節を従える心的態度の形容詞、wh節を従える形容詞）

Chapter13　動詞の文法の総括
- テンス・アスペクトと時間の関係
- テンス・アスペクトの公式化
- 受動態とテンス・アスペクト

第4月　モノの世界を語る：名詞の文法
Chapter14　名詞の形とそれが指すもの
- 名詞の形が違えば対象も違う：5つの名詞形（φ+名詞、a/an+名詞、名詞+ -s、the+名詞、the+名詞+ -s）
- 対象のとらえ方を示す：aの働き、ゼロ冠詞、複数形
- 情報共有のしるし：theの働き

Chapter15　修飾語とその配列順
- 数や量を表す
- 形容詞の順序
- 形容詞のいろいろ（現在分詞+名詞、過去分詞+名詞、動名詞+名詞、ハイフン付きの形容詞）

Chapter16　後から言い足していく語り方：後置修飾
- 句を言い足していく語り方
- 動詞的要素を言い足す（現在分詞の後置修飾、過去分詞の後置修飾、不定詞の形容詞的用法）
- 何でも言える関係詞節（関係代名詞）

Chapter17　代名詞と指示詞、そして名詞節
- 代名詞って何の代わり?：itとone
- 距離感と指示詞：thisとthat
- 「…ということ」と「…かということ」（that節、wh節、関係代名詞what）

第5月　状況を語る：副詞の文法
Chapter18　副詞的表現の働き・位置
- 他の語句の修飾機能
- 状況に関する情報表示機能
- 副詞的表現の位置

Chapter19　さまざまな副詞的表現
- 時間、場所を表す
- 頻度、様態、手段・道具、付帯状況を表す
- 目的、結果を表す（in order to do、so as to do、so that、only to do）

Chapter20　仮定の状況を設定する
- 現在を語る仮定法（仮定法過去）
- 過去を語る仮定法（仮定法過去完了）
- 未来を語る仮定法

Chapter21　接続と論理
- 情報をつなぐ接続詞
- 時にかかわる接続詞
- 理由、条件を表す接続詞

最終月　チャンキング：構文と配列
Chapter22　比べてみると：比較構文
- 類似、相違、同等の関係を語る
- 優劣について語る（比較級）
- 最上級を使って語る

Chapter23　内容を打ち消す：否定構文
- モノの否定
- コトの否定
- 部分否定、条件つきの否定、二重否定

Chapter24　英文を形で見ると：文のタイプ
- いろいろな構文：疑問文、命令文、感嘆文
- 形式的なit構文とthere構文
- 誰かが語ったことを伝える構文（直接話法と間接話法）

Chapter25　語句の配列とチャンキング
- 主語からはじめる：主語の位置とその表現
- 語順：情報の配列
- チャンキング：チャンクを並べる

そのほかに、初回放送時は最終回の次の週に101～104回分として、総まとめの役割の「スペシャルプログラム」が放送された。

### スキットのストーリー
捜査官のジャックとナンシーがある猫を探して東京中を駆け回る。しかしその猫は普通の猫ではなく"cybercat"だという。
なお、この"cybercat"のグラフィックは「キーワードで英会話」のTANGOのグラフィックを使っている(但し声はダリオ戸田ではなく機械編成された声である)。

## 出演者
- 講師：田中茂範（慶應義塾大学環境情報学部教授）
前番組に続いての指導担当となる。
- ネイティヴ：ダリオ戸田
- 生徒：和希沙也
- スキット出演
マイケル・ネイシュタット（ジャック役）
SHELLY（ナンシー役）